# Bang! (revista)
Bang! fue, como indicaba su propio subtítulo, una revista española de "información y estudios sobre la historieta", lanzada en 1968 por el Grupo de Estudios de las Literaturas Populares y de la Imagen (GELPI). Estuvo dirigida, en sus inicios, por Antonio Martín y Antonio Lara, quienes contaron con la ayuda, en la producción, de Mariano Ayuso, Estrella Espada y Perich. Duró hasta 1977, con 15 números. Además de estos números normales, editó "cincuenta boletines informativos, una antología del comic de ciencia ficción y tres cuadernos de reediciones".

## Trayectoria editorial
Bang! surgió como fanzine en agosto de 1968, con un número "00", al que en marzo de 1969 siguió otro signado como "0".
Desde el número 2 fue dirigida por Antonio Martín en solitario, quien en su número 3 paso también a ser su editor bajo la denominación 'Martín Editor.
- 04
- 05 (04/1971): Los tebeos en la industria de la cultura.
- 06 (1971): La historieta española en América.
- 08 (1973): Alberto Breccia|Mort Cinder.
- 09
- 10
- 11 (1974): Guiones y guionistas

A causa de una historieta de Víctor Mora y Luis García publicada en su número 12, fue objeto de un juicio por faltas.
El número 13 (1974) estuvo dedicado al Comic político bajo el franquismo.
En 1977 inició una segunda época en un mercado que ahora contaba también con la revista "Sunday Comics" de Mariano Ayuso.

## Colaboradores
Con la revista Bang! colaboraron:
- Francisco Alemán Sainz
- Carlos Buiza
- Juan José Cagigal
- Luis Conde Martín
- Jesús Cuadrado
- Manuel E. Darias
- Pacho Fernández Larrondo
- Alfons Figueras
- Ignacio Fontes
- Carlo Frabetti
- Luis Gasca
- Carlos Giménez
- Román Gubern
- José Luis Martínez Montalbán
- Enrique Martínez Peñaranda
- Federico Moreno Santabárbara
- Joan Navarro
- Ludolfo Paramio
- Arturo Ramos
- Luis Reyes
- Félix-Fabián Rodríguez
- Francisco José Ruiz Gisbert
- Domingo Santos
- Víctor Luis Segalá
- Antoni Segarra
- Pedro Tabernero
- Josep Toutain
- Iván Tubau
- Francisco Umbral
- Luis Vigil

## Valoración
"Bang!" fue la segunda revista sobre historietas editada en España, tras Cuto (1967) de Luis Gasca. El crítico Manuel Darias la considera la mejor publicación española de su especialidad hasta la aparición en 2009 de CHT. En palabras de Francisca Lladó, "realmente fue el primer intento serio por realizar un estudio del cómic (en el país)".